# Elysia Rotaru
Crystal Elysia Lorraine Rotaru (Vancouver, 9 november 1984) is een Canadese actrice.
Rotaru werd geboren in Vancouver van Roemeense ouders. Ze schreef zich in aan de Simon Fraser-universiteit voor een carrière in de psychologie, maar halverwege het programma stapte ze over naar theater en behaalde een graad in Fine Arts met een specialiteit in theater. Ze studeerde ook traditionele Chinese geneeskunde. Vanaf 2008 was ze te zien in kleine bijrollen in film en televisie. In 2015 en 2016 speelde ze de rol van Taiana Venediktov in de Amerikaanse actieserie Arrow. In totaal nam ze deel aan meer dan 80 producties, waaronder als stemactrice in computerspellen.

## Filmografie

### Film
- Stan Helsing (2009)
- Diary of a Wimpy Kid: Rodrick Rules (2011)
- Girl House (2014)
- Countdown (2016)
- Residue (2017)
- Dead Again in Tombstone (2017)
- Heart of Clay (2017)
- The Age of Adulting (2018)
- Cold Pursuit (2019)
- Buddy Games (2019)
- Killbird (2019)
- Genesis Code (2020)
- The Color Rose (2020)
- Justice Society: World War II (2021)
- Kate (2021)
- Honey Girls (2021)

### Televisie
- Psych (gastrol, 2008)
- Eureka (gastrol, 2008)
- Smallville (2008-2010)
- Hellcats (2010-2011)
- Mortal Kombat (gastrol, 2011)
- Sanctuary (gastrol, 2011)
- Fringe (gastrol, 2012)
- Choose Your Victim (2012)
- Finding Mrs. Claus (tv-film, 2012)
- Supernatural (2012-2014)
- Mr. Young (gastrol, 2013)
- King & Maxwell (gastrol, 2013)
- Rush (gastrol, 2014)
- Backstrom (gastrol, 2015)
- iZombie (gastrol, 2015)
- Motive (gastrol, 2015)
- Lego Star Wars: Droid Tales (gastrol, 2015)
- Arrow (2015-2016)
- Reapers (2016)
- My Little Pony: Friendship Is Magic (gastrol, 2017)
- Travelers (gastrol, 2017)
- Cocaine Godmother (tv-film, 2017)
- Love on the Slopes (tv-film, 2018)
- Nina's World (gastrol, 2018)
- Corner Gas Animated (gastrol, 2018)
- Lip Sync Battle (gastrol, 2018)
- Dumbbells (tv-film, 2018)
- Marvel Super Hero Adventures (gastrol, 2019)
- Darrow & Darrow (gastrol, 2019)
- Darrow & Darrow 4: Burden of Proof (tv-film, 2019)
- The 100 (gastrol, 2020)
- Chronicle Mysteries (gastrol, 2021)
- It Was Always You (tv-film, 2021)
- The Baker's Son (tv-film, 2021)
- Turner & Hooch (gastrol, 2021)
- One Snowy Christmas (tv-film, 2021)

### Computerspellen
- Mass Effect: Andromeda (motion capture, 2017)
- Lone Echo (2017)
- Madden NFL 18: Longshot (motion capture, 2017)
- FIFA 18 (2017)
- Puzzle Fighter (2017)
- Need for Speed: Payback (2017)
- Dragalia Lost (2018)
- FIFA 19 (2018)
- Crackdown 3 (2019)
- Anthem (2019)
- FIFA 20 (2020)
- Legends of Runeterra (2020)
- Pangman (2020)
- Marvel's Avengers (2020)
- Cookie Run: Kingdom (2021)